# دست قرار دادن

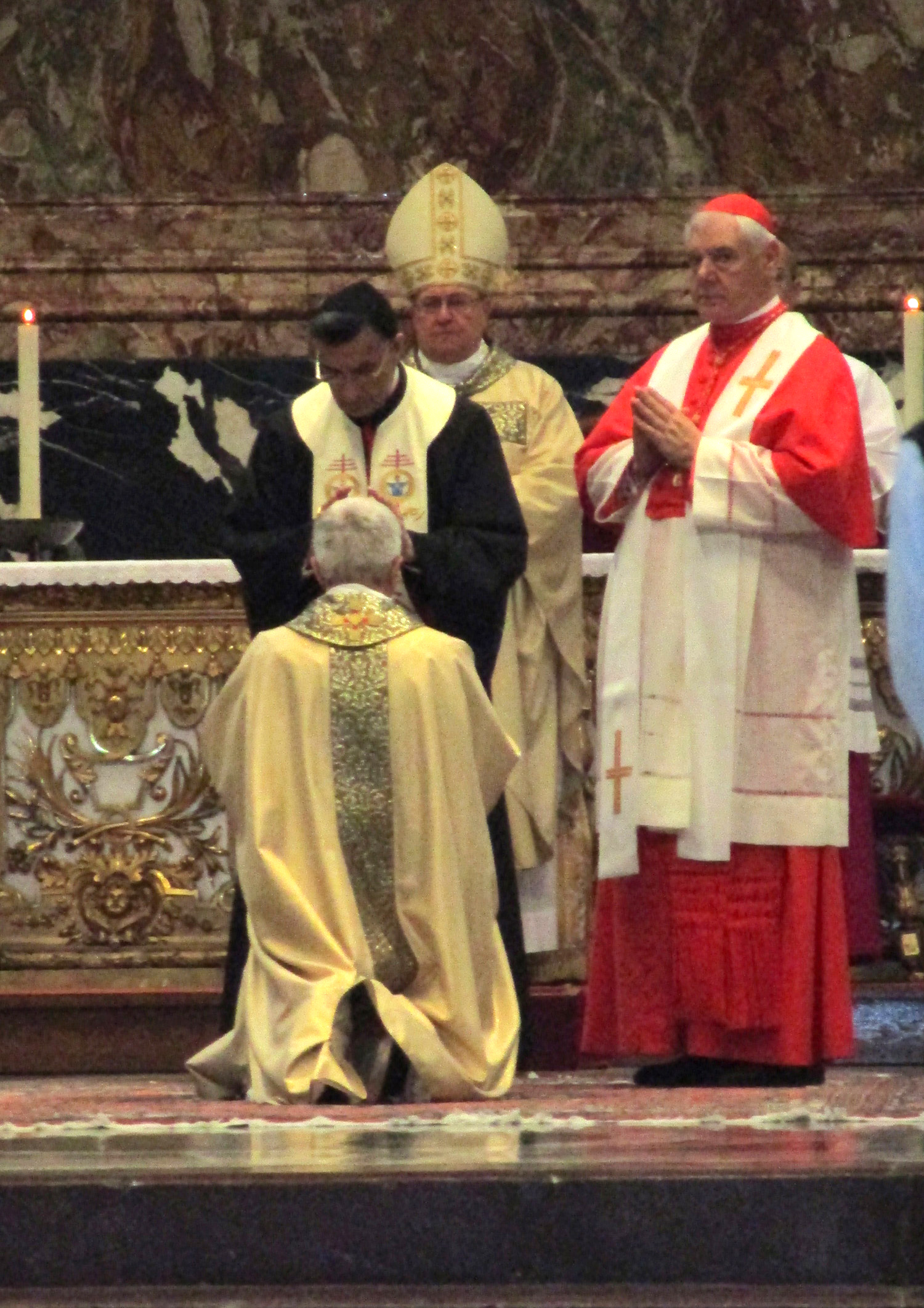

دست قرار دادن (عبری: סמיכה‎) یک عمل مذهبی است در یهودیت semikhah (عبری (⎘ زبان عبری): סמיכה، که همراه با اعطای برکت یا قدرت است.
در کلیساهای مسیحیت، هم به عنوان یک روش نمادین و هم به عنوان روش رسمی برای فراخوانی روح القدس عمدتاً در هنگام غسل تعمید و تأییدها، شفای ایمان، برکات استفاده می‌شود.